# Ross The Boss
Ross "The Boss" Friedman (Nova York, 3 de janeiro de 1954) é guitarrista estadunidense conhecido por ser fundador da banda de punk rock The Dictators e da banda de heavy metal Manowar. Atualmente é líder da banda Death Leader, além de também gravar discos com seu projeto solo.
Rosso Il Bosso formou a banda de punk rock The Dictators com Andy Shernoff em New Paltz, New York em 1973. Anteriormente, Friedman tocava em uma banda local, o Total Crud. Depois da gravação de três álbuns com o Dictators, Friedman foi para a França e trabalhou por um ano com Shakin' Street, banda de Fabienne Shine. Na turnê do álbum Heaven and Hell do Black Sabbath em 1980 (na qual o Shakin' Street era banda de abertura), Friedman foi apresentado ao baixista Joey DeMaio por Ronnie James Dio. No fim de 1980, Friedman e DeMaio formaram o Manowar, como qual gravou seis álbuns antes de DeMaio solicitá-lo para sair da banda após o álbum de  1988 Kings of Metal.

## Discografia
The Dictators
- The Dictators Go Girl Crazy! (1975)
- Manifest Destiny (1977)
- Bloodbrothers (1978)
- Fuck 'Em If They Can't Take A Joke (1981)
- New York City (1998)
- DFFD (2001)
- ¡Viva Dictators! (2005)
- Everyday is Saturday (2007)

Manowar
- 1982 – Battle Hymns
- 1983 – Into Glory Ride
- 1984 – Hail to England
- 1984 – Sign of the Hammer
- 1987 – Fighting the World
- 1988 – Kings of Metal
- 2010 – Battle Hymns MMXI (nas faixas ao vivo)

Manitoba's Wild Kingdom
- 1990 –	...and You?

Solo
- 2008 – New Metal Leader
- 2010 – Hailstorm

Death Dealer
- 2013 – War Master
- 2015 – Hallowed Ground[3]